# Stephen Albert
Stephen Albert (né le 6 février 1941 à New York – mort le 27 décembre 1992) est un compositeur américain qui a gagné le Prix Pulitzer.

## Biographie
Né à New York, Albert commence son apprentissage musical par le piano, le cor, et la trompette étant enfant. Il commença à étudier la composition à l'âge de 15 ans avec Elie Siegmeister, et fut reçu deux ans plus tard à l'Eastman School of Music, où il étudia avec Bernard Rogers. Suivant des leçons de composition à Stockholm avec Karl-Birger Blomdahl, Albert étudie avec Joseph Castaldo à la Philadelphia Musical Academy (BM 1962); en 1963 il travailla avec George Rochberg à l'University of Pennsylvania. De 1985 à 1988 il fut compositeur en résidence du Seattle Symphony,.
Parmi ses étudiants on note Daniel Asia.
Albert meurt dans un accident de voiture à Cape Cod en décembre 1992.

## Prix et récompenses
Stephen Albert gagna le Prix Pulitzer de la musique en 1985 pour sa symphonie RiverRun. Il gagna un Grammy Award en 1995 dans la catégorie Best Classical Contemporary Composition pour le Concerto pour violoncelle interprété par Yo-Yo Ma.
Le mouvement lent, noyau émotionnel de la seconde symphonie (1993) de Christopher Rouse, est dédié à la mémoire Stephen Albert, qui était un collègue et ami proche de Rouse. La pièce a été enregistrée sur TELARC CD-80452, publié en 1997.

## Œuvres

### Musique orchestrale
- Into Eclipse (version de chambre avec voix) (1981) - 30 minutes
- Symphonie no 1 RiverRun (1983) - 33 minutes
- Anthems and Processionals (1988) - 16 minutes
- Tapioca Pudding (1991) - 2 minutes
- Symphonie no 2 (1992) - 30 minutes (orchestration terminée par Sebastian Currier)

### Pièces concertantes
- Wolf Time (1968) - 20 minutes
- Into Eclipse (version pour orchestre avec voix) (1981) - 30 minutes
- In Concordiam (1986) - 17 minutes
- Distant Hills (version pour orchestre) (1989) - 31 minutes (Flower of the Mountain (1985, 16 minutes) et Sun’s Heat (1989, 15 minutes)
- Concerto pour violoncelle et orchestre (1990) - 30 minutes
- Wind Canticle (1991) - 14 minutes

### Pièces pour grand ensemble (7 joueurs ou plus)
- TreeStone (1983) - 45 minutes
- Distant Hills (version de chambre) (1989) - 31 minutes (Flower of the Mountain (1985, 16 minutes et Sun’s Heat (1989, 15 minutes)

### Musique de chambre
- Tribute (1988) - 9 minutes

### Musique chorale et vocale
- Wedding Songs (1964) - 10 minutes
- Bacchae: A Ceremony in Music (1967) - 8 minutes
- To Wake the Dead (1977) - 25 minutes
- The Stone Harp (1988) - 14 minutes
- Rilke Song - On Nights Like This (1991) - 5 minutes
- Ecce Puer (1992) - 6 minutes